# Rhizorhagium rosem
Rhizorhagium rosem är en nässeldjursart som beskrevs av M. Sars, in G.O. Sars 1874. Rhizorhagium rosem ingår i släktet Rhizorhagium, och familjen Bougainvilliidae. Arten är reproducerande i Sverige.